# Американски татко!
„Американски татко!“ (на английски: American Dad!) е сатиричен американски анимационен сериал, продуциран от Fuzzy Door Productions и Underdog Productions за 20th Century Fox. То е създадено от Сет Макфарлън, авторът на Family Guy. Първият епизод е излъчен в САЩ по Fox на 6 февруари 2005 г., тридесет минути след Суперкупата XXXIX. Нормалните серии започват да се излъчват на 1 май 2005, след премиерата на телевизионния сериал Family Guy. „Американски татко!“ следва историята на агента Стан Смит от ЦРУ и неговото семейство.

## Въвеждаща част
Подобно на други анимирани сериали, въвеждащата част в „Американски баща!“ променя различни детайли в началото на всяка серия. Когато Стан започва да пее „Good Morning, U.S.A.“ (Добро утро, Америка) той се навежда на прага на неговата къща да вземе вестника, заглавието на първата страница е различна всеки епизод. Обикновено е типична шега от рода „Детското затлъстяване нагоре, педофилията долу“ или „Иран си сменя знамето на среден пръст“. Тези заглавия са сатирични по природа, обикновено те са отправени към правителството на Америка, медията и т.н.

## Герои

### Семейството Смит
Стан Смит е главният герой в анимационния телевизионен сериал „Американски баща!“. Стан е агент на ЦРУ и по-нататък в сериите е повишен в заместник-заместник-директор, което го постави на трето място по важност в ЦРУ след заместник-директора Бълок и директора на ЦРУ, който не е показан. Озвучава се от Сет Макфарлън.
Франсин Смит е една от главните герои в сериала. Тя е съпругата на Стан Смит и майка на Стив и Хейли. Озвучава се от Уенди Шол.

## „Американски татко!“ в България
В България сериалът започва на 27 ноември 2012 г. по Fox, всеки делник от 19:45 по два епизода. Втори сезон започва на 6 декември 2013 г. с разписание от понеделник до петък от 17:50 без повторения. Трети сезон започва премиерно на 4 април 2014 г. всеки делничен ден от 17:25 с повторение от вторник до събота от 5:40. Повторенията от втори сезон започват чак на 4 юни 2014 г. всеки делничен ден от 16:50 част от следобедния анимационен блок Animation Domination. На 9 януари 2015 г. започва премиерно четвърти сезон, от понеделник до петък от 23:15 с повторения от вторник до събота от 1:40. Пети сезон започва на 1 април 2015 г., от понеделник до петък с различен начален час между 23:15 и 23:40 с повторение по-късно от 1:55.